# José María López de Letona
José María López de Letona y Núñez del Pino (Burgos, 26 de novembre de 1922 - Madrid, 3 de juliol de 2018) fou un enginyer de camins, i polític espanyol, ministre durant el Franquisme i procurador en Corts en tres legislatures, dues com a membre de Govern i una per designació del Cap de l'Estat.

## Biografia
Va cursar els estudis mitjans en el Col·legi de Nuestra Señora del Pilar de la seva ciutat natal,i va obtenir la llicenciatura a l'Escola d'Enginyers de camins, Canales i Ports a Madrid en 1949.
El 14 de gener de 1966, va ser nomenat subcomissari del Pla de Desenvolupament Ecónomico i Social, va ser Ministre d'Indústria durant el franquisme. Luis Carrero Blanco el va mantenir quan va ser nomenat President del Govern i el cessaria Carlos Arias Navarro el 3 de gener de 1974. Es va dedicar llavors a l'empresa privada. Abans de la mort de Franco i després de fer amb alguns íntims col·laboradors un retrat robot del primer president després de Franco, el llavors príncep Joan Carles el va tenir in mente per nomenar-lo en aquest càrrec (Operació Lolita). L'entestament d'Arias a continuar va canviar els plans.
Després de deixar el ministeri fou nomenat president de l'Empresa Nacional del Petroli (EMPETROL). En 1976, ja en democràcia, va ser designat Governador del Banc d'Espanya, càrrec en el qual va estar fins al 2 de març de 1978. Durant el seu mandat es va crear el Fons de Garantia de Dipòsits i la Corporació Bancària. El 1977 fou un dels fundadors del Círculo de Empresarios.
En 1979 fou conseller delegat del Banc de Madrid, i el 3 de juny de 1981 substituí Claudio Boada Villalonga com a president del Banc Espanyol de Crèdit. El 1986 deixà la presidència de Banesto i ocupà el càrrec de conseller que deixà el difunt Gregorio López-Bravo de Castro. Poc després fou nomenat vicepresident de Banesto per Pablo Garnica, en plena crisi per la situació de la seva filial, la Banca Garriga Nogués i per la fusió amb el Banco Coca. El 30 de novembre de 1987 va dimitir del seu càrrec, cosa que va permetre Mario Conde obtenir la presidència de Banesto.